# Индонезия на юношеских Олимпийских играх
Индонезия принимает участие в юношеских Олимпийских играх: в летних Играх — начиная с Игр 2010 года, в зимних Играх — на настоящее время не принимали участия ни разу.
Спортсмены Индонезии на всех юношеских Олимпийских играх выиграли в сумме 3 медали, из них ни одной золотой, медали завоёваны на летних Играх; в неофициальном медальном зачёте спортивная делегация Индонезии занимает 108-е место.

## Медальный зачёт

### Медали на летних юношеских Олимпийских играх
| Игры              | Участников | Золото | Серебро | Бронза | Всего | Место |
| 2010 Сингапур     | 14         | 0      | 0       | 1      | 1     | 84    |
| 2014 Нанкин       | 27         | 0      | 0       | 1      | 1     | 80    |
| 2018 Буэнос-Айрес | 17         | 0      | 0       | 1      | 1     | 83    |
| Всего             | Всего      | 0      | 0       | 3      | 3     | 108   |